# Le Messager FC de Ngozi
El Le Messager Football Club és un club de futbol de la ciutat de Ngozi, Burundi.
El club va ser fundat l'any 2005, quan el president Pierre Nkurunziza creà l'acadèmia de futbol Le Messager. En acabar la temporada 2011–12 ascendí per primer cop a la màxima categoria del país.

## Palmarès
- Lliga burundesa de futbol:[4]
  - 2017–18, 2019–20, 2020–21
- Copa burundesa de futbol:[5]
  - 2016
- Coupe de l'Unité:[5]
  - 2017